# E (Sprache)
E ist eine Mischsprache, die von 30.000 Menschen im Autonomen Kreis Rongshui in der Volksrepublik China verwendet wird. Die Sprecher werden von der chinesischen Regierung als dem Volk der Zhuang zugehörig betrachtet.
Als Mischsprache ist das E aus Teilen zweier Sprachen zusammengesetzt: das Vokabular und die Phonologie entstammt dem Chinesischen, die Grammatik hingegen wurde von einer der nahen Tai-Kadai-Sprachen übernommen, weswegen Forscher die Sprache früher als vollwertige Tai-Kadai-Sprache betrachteten.